# Почесний співробітник держбезпеки
Почесний співробітник держбезпеки (рос. Почетный сотрудник госбезопасности) — вища відомча нагорода в органах держбезпеки СРСР. Останні нагородження цим знаком проводилися в 1991 році. 
За період існування нагороди нею відзначено 7375 осіб.

## Історія нагороди
Першою вищою відомчою відзнакою в органах держбезпеки став «Почесний знак ВНК-ДПУ» (рос. Почетный знак ВЧК-ГПУ), затверджений в липні 1923 року Колегією ОДПУ. Хоча даний знак був заснований до 5-річчя органів ВНК—ДПУ, він не вважався ювілейної нагородою, і нагородження цим знаком проводилися до 1932 року включно. Майже 800 людей стали його кавалерами. Нагородженим знаком присвоювалося звання «Почесний працівник ВНК-ДПУ». Знаком № 1 був нагороджений голова ДПУ Ф. Е. Дзержинський, знаком № 2 — член Колегії та начальник Східного відділу ДПУ Я. Х. Петерс, знаком № 3 — начальник спецвідділення при Колегії ДПУ, начальник охорони  В. І. Леніна А. Я. Бєлєнький.
У листопаді 1932 року до 15-річчя органів ВНК—ОДПУ був затверджений новий нагрудний «Почесний знак ВНК-ДПУ» (рос. Почетный знак ВЧК-ГПУ) як найвища нагорода для органів і військ ОДПУ. Знак вручався до 1940 року, кавалери цього знаку також іменувалися «Почесними працівниками ВНК-ДПУ».
У 1940 році на зміну звання «Почесний працівник ВНК-ДПУ» прийшло звання «Заслужений працівник НКВС». Цим знаком нагороджувалися співробітники органів і військ НКВС СРСР, а також НКДБ СРСР після поділу Наркомату.
13 березня 1954 року Указом Президії Верховної Ради СРСР був утворений Комітет державної безпеки при Раді Міністрів СРСР. У грудні 1957 року в зв'язку зі святкуванням 40-річчя ВНК—КДБ був затверджений новий нагрудний знак «Почесний співробітник держбезпеки» з метою заохочення генералів, офіцерів і сержантів органів КДБ при РМ СРСР, які відмінно виконують оперативні завдання, які проявляють високу пильність, ініціативу в роботі та зразково дотримують військову дисципліну. Наказ про заснування знака підписав Голова КДБ генерал армії І. О. Сєров. У положенні про знак зазначалося, що він «є нагородою для працівників органів державної безпеки які особливо відмітилися». Останні нагородження цим знаком проводилися в 1991 році.
Існували також пам'ятні нагрудні знаки «7 років ВНК-ДПУ Криму» (рос. 7 лет ВЧК-ГПУ Крыма) і «В ознаменування 10-річного існування органів ВНК-ОДПУ» (рос. В ознаменование 10-летнего существования органов ВЧК-ОГПУ).

## Галерея

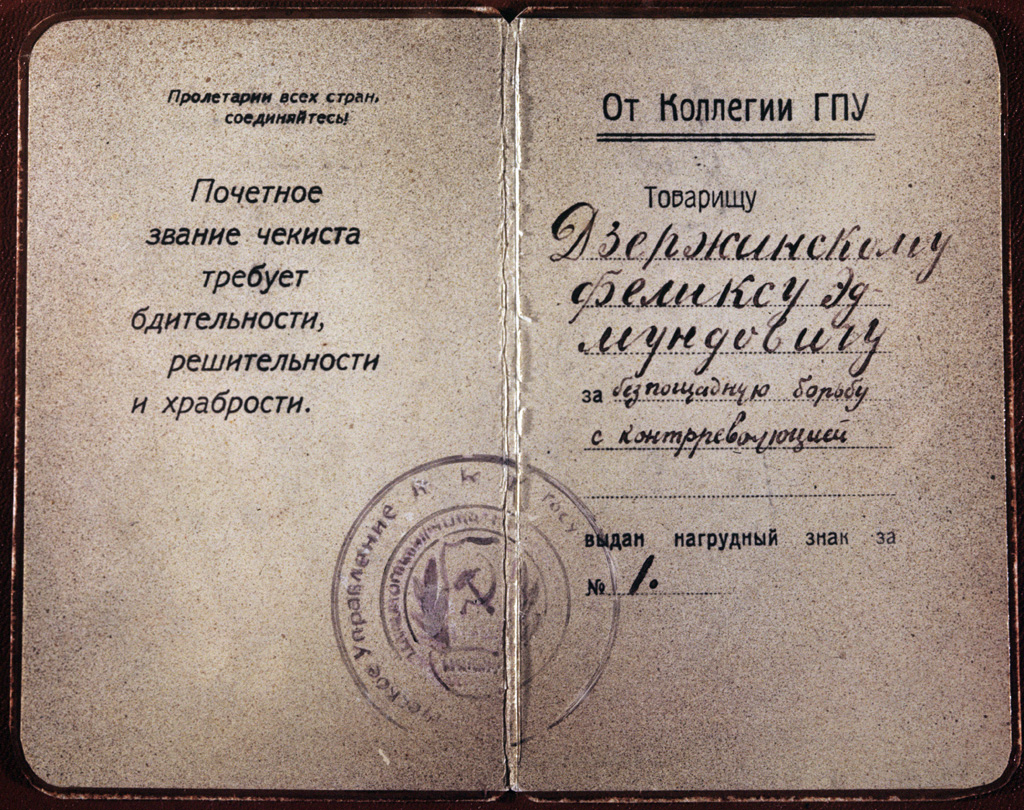
Репродукція грамоти про присвоєння Ф.Д. Дзержинському звання Почесного чекіста, 1922 рік.
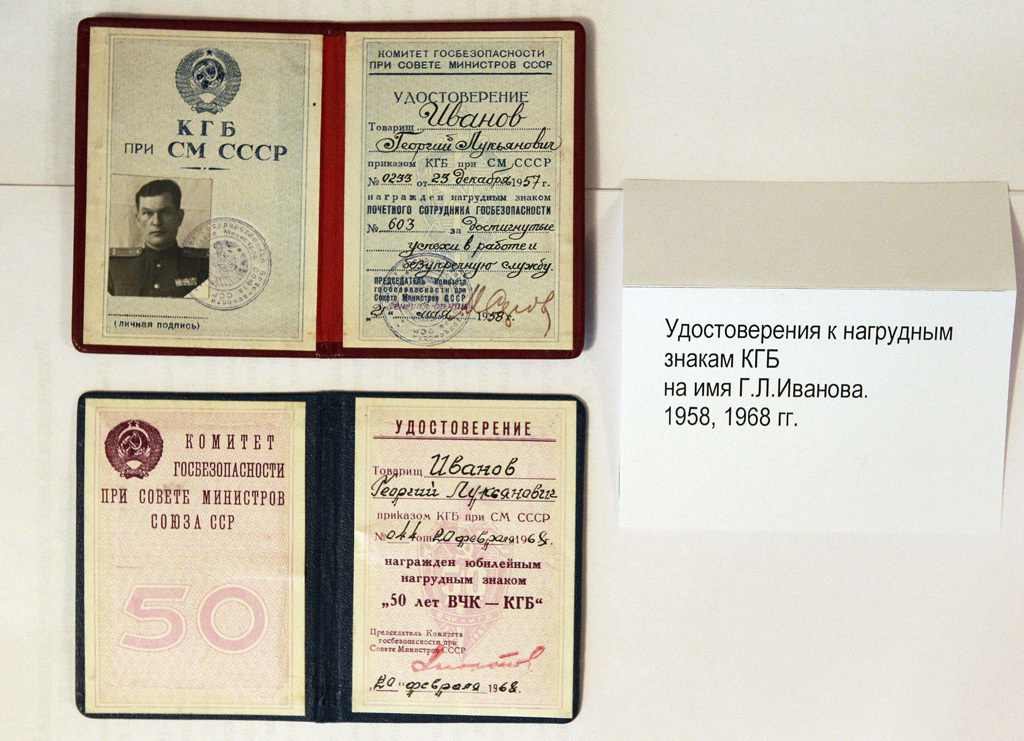
Посвідчення до нагрудних знаків КДБ.
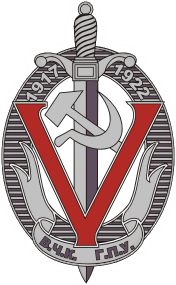
Почесний знак ВЧК-ДПУ (до 5-річчя ВЧК-ДПУ, 1922)
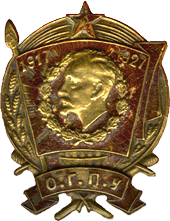
Почесний знак 10 років ОГПУ 1917–1927 (до 10-річчя ВЧК-ОГПУ, 1927)
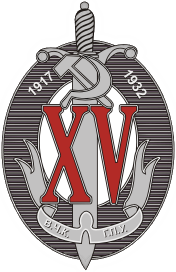
Почесний знак ВЧК-ДПУ (до 15-річчя ВЧК-ГПУ, 1932)
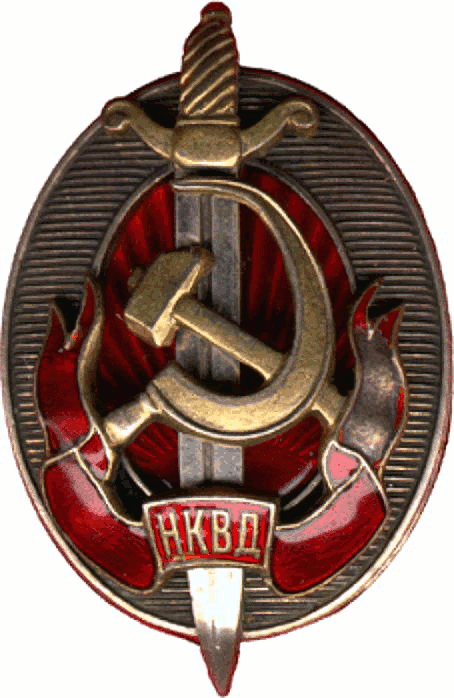
Нагрудний знак заслуженого працівника НКВС (1940)
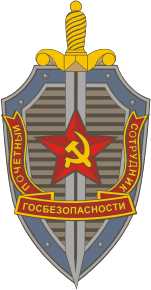
Нагрудний знак почесного співробітника держбезпеки (1957)
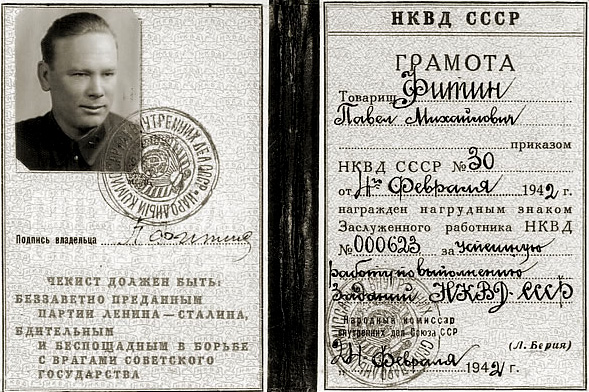
Грамота до нагрудного знаку «Заслужений працівник НКВС» (1942)